# Colonia las Gardenias
Colonia las Gardenias är en ort i Mexiko.   Den ligger i kommunen Amatlán de los Reyes och delstaten Veracruz, i den sydöstra delen av landet, 240 km öster om huvudstaden Mexico City. Colonia las Gardenias ligger 688 meter över havet och antalet invånare är 386.
Terrängen runt Colonia las Gardenias är kuperad åt nordväst, men åt sydost är den platt. Runt Colonia las Gardenias är det tätbefolkat, med 570 invånare per kvadratkilometer. Närmaste större samhälle är Córdoba, 5,7 km väster om Colonia las Gardenias. Trakten runt Colonia las Gardenias består till största delen av jordbruksmark.